# Михайлівська сільська рада (Казанківський район)
Миха́йлівська сільська́ ра́да — адміністративно-територіальна одиниця та орган місцевого самоврядування в Казанківському районі Миколаївської області. Адміністративний центр — село Михайлівка.

## Загальні відомості
- Населення ради: 958 осіб (станом на 2001 рік)

## Населені пункти
Сільській раді підпорядковані населені пункти:
- с. Михайлівка
- с. Козлівка
- с. Кротівка
- с. Нововолодимирівка

## Склад ради
Рада складається з 12 депутатів та голови.
- Голова ради: Кібенко Валентина Вікторівна
- Секретар ради: Гончаренко Світлана Миколаївна

### Керівний склад попередніх скликань
| Прізвище, ім'я, по батькові  | Основні відомості                                                         | Дата обрання | Дата звільнення |
| ---------------------------- | ------------------------------------------------------------------------- | ------------ | --------------- |
| Кібенко Валентина Вікторівна | Сільський голова, 1955 року народження, освіта вища, позапартійна         | 26.03.2006   | 31.10.2010      |
| Кібенко Валентина Вікторівна | Сільський голова, 1955 року народження, освіта вища, член Партії регіонів | 31.10.2010   |                 |

Примітка: таблиця складена за даними сайту Верховної Ради України

### Депутати
За результатами місцевих виборів 2010 року депутатами ради стали:

#### За суб'єктами висування
| Суб'єкт висування           | Кількість обраних депутатів | %   |
| --------------------------- | --------------------------- | --- |
| Партія регіонів             | 9                           | 75  |
| Комуністична партія України | 1                           | 8,3 |
| Народна партія              | 1                           | 8,3 |
| Самовисування               | 1                           | 8,3 |

#### За округами
| № округу                    | Прізвище, ім'я, по батькові    | Дата визнання обраним | Освіта  | Партійна приналежність            | Відомості про обраного депутата                        |
| --------------------------- | ------------------------------ | --------------------- | ------- | --------------------------------- | ------------------------------------------------------ |
| Комуністична партія України |                                |                       |         |                                   |                                                        |
| 4                           | Русанова Віра Валентинівна     | 01.11.2010            | середня | член Комуністичної партії України | тимчасово не працює                                    |
| Народна Партія              |                                |                       |         |                                   |                                                        |
| 3                           | Біла Тамара Анатоліївна        | 01.11.2010            | середня | член Народної партії              | Михайлівська сільська рада, земле-впорядник            |
| Партія регіонів             |                                |                       |         |                                   |                                                        |
| 2                           | Шабліян Тетяна Дмитрівна       | 01.11.2010            | середня | член Партії регіонів              | реалізатор                                             |
| 5                           | Кіріченко Людмила Василівна    | 01.11.2010            | середня | член Партії регіонів              | ПП «Агротех», бригадир городньої бригади               |
| 6                           | Кібенко Тетяна Володимирівна   | 01.11.2010            | середня | член Партії регіонів              | Михайлівський фельдшерсько-акушерський пункт, фельдшер |
| 7                           | Огарко Микола Михайлович       | 01.11.2010            | середня | член Партії регіонів              | підприємець                                            |
| 8                           | Гончаренко Світлана Миколаївна | 01.11.2010            | середня | член Партії регіонів              | Михайлівська сільська рада, секретар                   |
| 9                           | Печарник Ольга Петрівна        | 01.11.2010            | середня | член Партії регіонів              | сільський клуб, завідувачка                            |
| 10                          | Труш Олександр Вікторович      | 01.11.2010            | середня | член Партії регіонів              | ПП «Агротех», механізатор                              |
| 11                          | Печарник Олександр Петрович    | 01.11.2010            | середня | член Партії регіонів              | ПП «Агротех», механізатор                              |
| 12                          | Гаврищук Володимир Іванович    | 01.11.2010            | середня | член Партії регіонів              | ПП «Агротех», водій                                    |
| Самовисування               |                                |                       |         |                                   |                                                        |
| 1                           | Кучеренко Олександр Вікторович | 01.11.2010            | середня | позапартійний                     | тимчасово не працює                                    |